# Antarsya
El Front de l'Esquerra Anticapitalista Grega (Antarsya) (en grec: Αντικαπιταλιστική Αριστερή Συνεργασία για την Ανατροπή, ΑΝΤ.ΑΡ.ΣΥ.Α.) és una coalició d'organitzacions polítiques d'extrema esquerra a Grècia. La paraula grega ανταρσία antarsia (que es pronuncia igual que el retroacrònim Antarsya) significa «motí».
La força d'Antarsya radica en assemblees locals de militants a nivell de barri o de ciutat amb un comitè de coordinació central a Atenes. També es realitzen periòdicament assemblees nacionals d'Antarsya.

## Història
Antarsya va ser fundada el 22 de març de 2009 a Atenes per 10 organitzacions i militants independents implicats en el Front d'Esquerra Radical (MERA) i l'Esquerra Unida Anticapitalista (ENANTIA), amb l'excepció del Partit Revolucionari dels Treballadors (ΕΕΚ). Aquestes organitzacions provenen de diferents corrents d'esquerra que van des d'exmembres del Partit Comunista de Grècia (KKE) i del Partit Comunista de Grècia (Interior) fins al maoisme i el trotskisme.
Actualment, les cinc organitzacions que són membres d'Antarsya són:
| Partit | Partit                                                            | Ideologia     |
| ------ | ----------------------------------------------------------------- | ------------- |
|        | Alliberament Comunista                                            | Comunisme     |
|        | Partit Socialista dels Treballadors                               | Trotskisme    |
|        | Moviment Comunista Revolucionari de Grècia                        | Maoisme       |
|        | Organització d'Internacionalistes Comunistes de Grècia – Espartac | Trotskisme    |
|        | Ecologistes Alternatius                                           | Ecosocialisme |

## Ideologia
Antarsya reclama la sortida de Grècia de la Unió Europea i l'abandonament de l'euro, l'abolició del deute extern i la nacionalització sense compensació de les principals indústries. El partit també demana la prohibició dels acomiadaments, un sou mínim equivalent a 1.400 euros, la reducció de la jornada setmanal a 35 hores sense reducció de salaris, el desarmament de la policia, els drets polítics i socials plens dels immigrants, i una resposta ecosocialista a la crisi ecològica.
Antarsya es va presentar per primera vegada a les eleccions al Parlament Europeu de 2009. Va obtenir 21.951 vots (0,43%). També va participar en les eleccions legislatives gregues de 2009 i va aconseguir 24.737 vots (0,36%). A les eleccions legislatives gregues de setembre de 2015 va fer campanya conjunta amb el Partit Revolucionari dels Treballadors (EEK).

## Resultats electorals

### Eleccions legislatives
| Any       | Parlament Hel·lènic | Parlament Hel·lènic | Parlament Hel·lènic | Parlament Hel·lènic | Pos. | Govern            |
| Any       | Vots                | %                   | Escons              | +/−                 | Pos. | Govern            |
| --------- | ------------------- | ------------------- | ------------------- | ------------------- | ---- | ----------------- |
| 2009      | 24,687              | 0.36%               | 0 / 300             | Nou                 | 8è   | Extraparlamentari |
| 2012 (I)  | 75,416              | 1.19%               | 0 / 300             | =                   | 13è  | Extraparlamentari |
| 2012 (II) | 20,416              | 0.33%               | 0 / 300             | =                   | 12è  | Extraparlamentari |
| 2015 (I)  | ANTARSYA-MARS       | ANTARSYA-MARS       | 0 / 300             | =                   | 12è  | Extraparlamentari |
| 2015 (II) | ANTARSYA-EEK        | ANTARSYA-EEK        | 0 / 300             | =                   | 10è  | Extraparlamentari |
| 2019      | 23,239              | 0.41%               | 0 / 300             | =                   | 12è  | Extraparlamentari |
| 2023 (I)  | 31,746              | 0.54%               | 0 / 300             | =                   | 14è  | Extraparlamentari |
| 2023 (II) | 15,969              | 0.31%               | 0 / 300             | =                   | 14è  | Extraparlamentari |

### Parlament Europeu
| Any  | Vots   | %     | Escons | +/− | Pos. | Grup |
| ---- | ------ | ----- | ------ | --- | ---- | ---- |
| 2009 | 21,951 | 0.43% | 0 / 22 | Nou | 13è  | −    |
| 2014 | 41,307 | 0.72% | 0 / 21 | =   | 18è  | −    |
| 2019 | 36,361 | 0.64% | 0 / 21 | =   | 20è  | −    |
| 2024 | 20,603 | 0.52% | 0 / 21 | =   | 18è  | −    |

### Referèndums
| Any  | Qüestió                                     | Posició      | Vots      | %           | Resultat |
| ---- | ------------------------------------------- | ------------ | --------- | ----------- | -------- |
| 2015 | Acceptació de l'acord econòmic de la Troika | Suport al NO | 3,558,450 | 61,31 / 100 | Victòria |